# Вишнёвое (город)

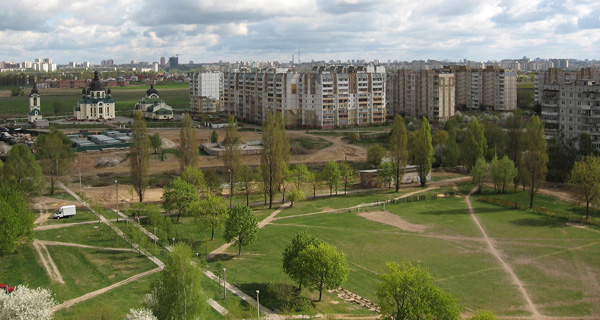
Панорамный вид на Центральный парк (2007 г.)

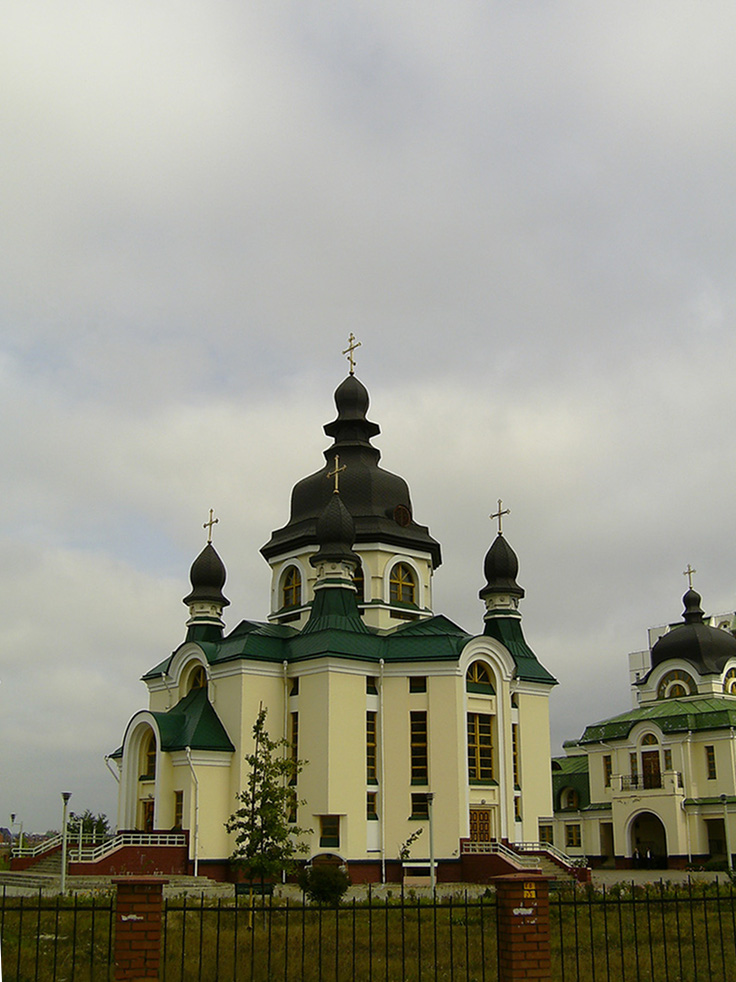
Церковь Вознесения Господнего

Вишнёвое (укр. Вишне́ве) — город в Киевской области Украины. Входит в Бучанский район (до 2020 года — в Киево-Святошинский район). Включает железнодорожную станцию Вишнёвое (Жуляны) на линии Киев — Фастов.

## Население
По состоянию на 1 января 2022 года в Вишнёвом проживали 42 983 жителя.

### Языковой состав
Родной язык населения по данным переписи 2001 года:
| Язык       | Численность, чел. | Доля     |
| ---------- | ----------------- | -------- |
| Украинский | 30 064            | 87,66 %  |
| Русский    | 4 042             | 11,79 %  |
| Другое     | 189               | 0,55 %   |
| Итого      | 34 295            | 100,00 % |

Украинский язык является единственным официальным и основным языком города.
По данным Государственной службы статистики Украины в 2023/24 учебном году все 237 624 учащихся в учреждениях общего среднего образования в Киевской области обучались в украиноязычных классах.

## История города

### Основание города
В 1886 был утверждён проект строительства Юго-Западной железной дороги (ЮЗЖД) длиной 428 км. Согласно ему, железную дорогу планировали проложить от Киев—Волынского через село Жуляны, г.
Васильков и далее на г. Фастов, где она должна была расходиться в направлениях Одессы и Екатеринослава.
С целью экономии средств строители решили сократить длину пути в г. Фастов, пустив её не через с. Жуляны, а чуть правее — через живописную местность с озёрами, образовавшимися вдоль реки Жуляны. В 1887 построили деревянные здания железнодорожной станции «Жуляны». Рабочие не жили на станциях постоянно, а работали посменно.

### Первые жители
Первый постоянный житель станции «Жуляны» — Тимофей Олифирко, служащий почтового вагона. Поселился на улице Пушкинской в 1912 году.
Григорий Бужор — первый стрелочник станции «Жуляны».
Николай Иванович Мигай работал контролёром ПЗС в 1908—1919 гг Семья Мигаев жила в Вишнёвом на улице Шевченко — здесь было первое здание. 1912 было построено ещё несколько зданий на нынешних улицах Щорса и Шевченко.

### 1919
Осенью 1919 г. станция «Жуляны» была местом ожесточённых боёв. Тогда на станцию ворвались деникинцы и приказали дежурному открыть семафор и пропустить из Боярки на Киев-Волынский их бронепоезд. В тот день на станции работал Александр Никитович Табунский. Услышав выстрелы наступающих из села Гатное, партизан сообщил им о приближении вражеского бронепоезда. Командир красных надел мундир деникинского офицера, подошёл к бронепоезду и сказал: «Приказ полковника направить бронепоезд на перегон Киев-Волынский и там открыть огонь». Утром партизаны выбили деникинцев со станции «Жуляны».

### 1926—1928 годы
Строительство защитных укреплений Киева, базовой станцией для которого стала станция «Жуляны». Сюда прибывали грузы для строительства дотов. При станции были возведены помещения для штаба военных строителей, караульное помещение и подсобное хозяйство. Начали своё движение пригородные поезда.

### 1928—1929
Происходили массовая коллективизация и ликвидация хуторов. Выселенные хуторяне расселялись на станции «Жуляны» по улицам Островского, Садовой, Шевченко, Святоюревской, Кутузова.

### 1930-е годы
Из Боярки была перенесена машинно-тракторная станция Киево-Святошинского района. Наряду с МТС разместилась автоколонна и киевская контора «Сельэнерго». В 1935 году в селе возле станции «Жуляны» было 80 дворов. Индивидуально застраивались улицы Карла Маркса, Железнодорожная и Почтовый переулок.

### Август-сентябрь 1941 год. Оборона Киева
Станция «Жуляны» стала оборонительным рубежом на подступах к городу. Немецкие войска пытались захватить Киев до 8 августа 1941 года. Вместе с частями Красной Армии и подразделениями железнодорожных войск бои вели отряды народного ополчения. Однако враг смог прорвать линию укреплений, выйти на северо-восточную окраину Жулян и захватить Голосеевский лес. Поле между селом Крюковщина и станцией «Жуляны» было усеяно телами советских воинов. Несколько дотов продолжали оборону уже в тылу врага. 10 защитников дота № 131 под командованием лейтенанта Якунина вели неравный бой, пока не были сожжены огнемётами.

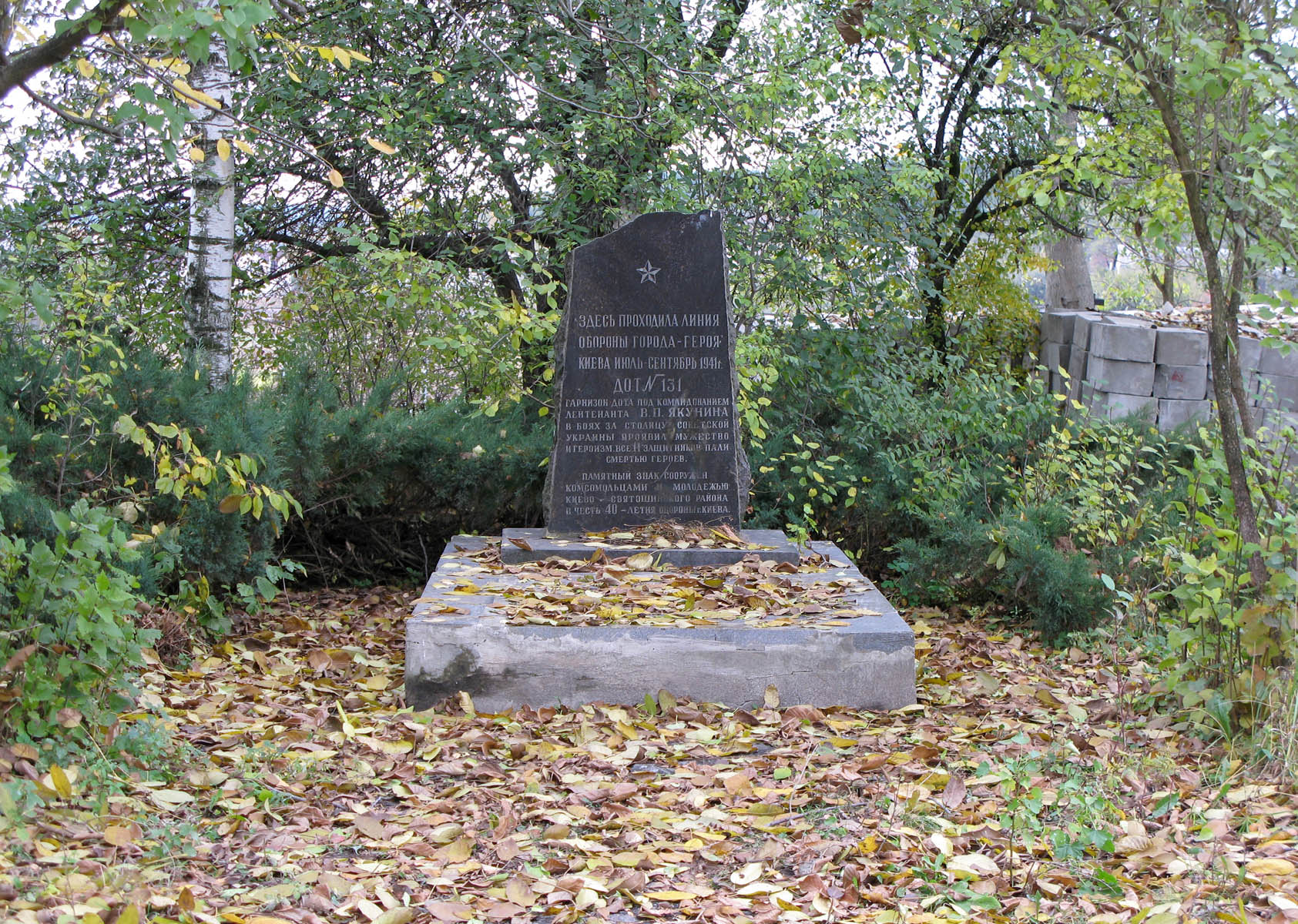
Памятник гарнизону лейтенанта Якунина в Кременище

### Герои войны
За боевые заслуги в годы войны 365 жителей Вишнёвого награждены орденами и медалями. 28 из них награждены посмертно.
6 июля 1944 в БССР, уничтожив три фашистских танка, погиб старший лейтенант Николай Лабуливский. Тяжело раненым вернулся домой Герой Советского Союза Павел Гавриш (умер от ран в 1968 году). Между Крюковщиной и станцией «Жуляны» погиб смертью храбрых Герой Советского Союза Николай Балуков. Его именем названа одна из улиц города Вишнёвого.

### Послевоенные годы
После войны строительство села у станции «Жуляны» (принадлежала Крюковщинскому сельсовету) продолжалось.

### 1952—1955. Строительство городской инфраструктуры
Из земель колхоза им. Мичурина с. Крюковщина было выделено 75 гектаров для индивидуального строительства рабочим и служащим МТС, автобаз и других организаций района, а также демобилизованным солдатам. Началось активное строительство по улицам Фрунзе, Косовского, Гоголя, Чапаева, Кооперативной, переулках Дальнем и Широком.
1955 — началось строительство школ. Перед тем дети ходили в начальную школу села Крюковщина или ездили в Боярку. По инициативе начальника Управления ЮЗЖД Петра Федоровича Кривоноса открыли начальную русскую школу на станции «Жуляны». Ответственная за это распоряжение была педагог Нина Дмитриевна Сидорская. Она добилась организации начальной школы в помещении общежития барачного типа как филиалы Боярской железнодорожной школы № 18. Школа-филиал № 13 в селе при станции «Жуляны» открылась 1 сентября 1955. Со временем, школа-филиал отделилась от Боярской школы и стала самостоятельной.

### 1960—1963
Март 1960 — постановление Верховного Совета УССР о присвоении населённому пункту городского типа станции «Жуляны» название Вишнёвое. Уже в переименованном населённом пункте создали городской совет депутатов трудящихся, во главе которой был Фёдор Николаевич Леоненко.
1960 — население Вишнёвого достигло 3800 человек.
1960—1963 — открыли первую 8-летнюю школу № 1, создали первую библиотеку по ул. К. Маркса, и 1 летний кинотеатр. Хозяйственные организации Вишневого приводили за свой счёт порядок на улицах Железнодорожной и Леси Украинки.

### 1963—1965 годы. Вишнёвое — промзона Киева
Большим толчком для развития Вишневого стало разрешение Совета Министров УССР от 1963 года «О вынесении за пределы города Киева ряд промышленных предприятий и баз в населенный пункт Вишневое». Для осуществления этого решения с земель совхоза им. Мичурина выделили 136 гектаров под строительство крупного промышленного узла, жилых районов, социально — культурных объектов. Началось огромное строительство.
На то время горисполком возглавлял Александр Тимофеевич Осадчий.

### После 1965 года.
Заканчивалось строительство промышленных предприятий, сдано в эксплуатацию 120 тыс. кв. метров жилья, две школы, кинотеатр, 12 магазинов, столовой, многие другие объекты. К концу 1970 года планы строительства Вишнёвого были выполнены. Здесь проживало 17600 человек. Поселковый исполком Вишнёвого выдвинул предложение к высшим органам власти о присвоении населённому пункту статуса города.
17 марта 1971 — Указом Верховного Совета УССР Вишнёвое получило статус города районного значения.

## Вишнёвое в наше время
В наше время город Вишнёвое является ближайшим городом-спутником Киева. Он граничит с одной из главных транспортных артерий — Окружной дорогой. Вишнёвое — промышленный и культурный центр Киевской области. Социальную инфраструктуру города составляют четыре общеобразовательных школы, три детских садика и дошкольные заведения, три библиотеки, школы искусств, спортивные секции, а также около двух медицинских учреждений, много магазинов и развлекательных заведений. Существует около 10 маршрутов из разных точек Киева в Вишнёвое.

### Будущее
Согласно Генплану развития Киева до 2020 года, площадь Киева увеличится до 143 га и его границы будут простираться от посёлка Пролески по Бориспольской трассе, в черту города войдут новые территории от Старых Петровцев на севере до Козина на юге. Соответственно, Вишнёвое может стать одним из районов Киева.

## Галерея

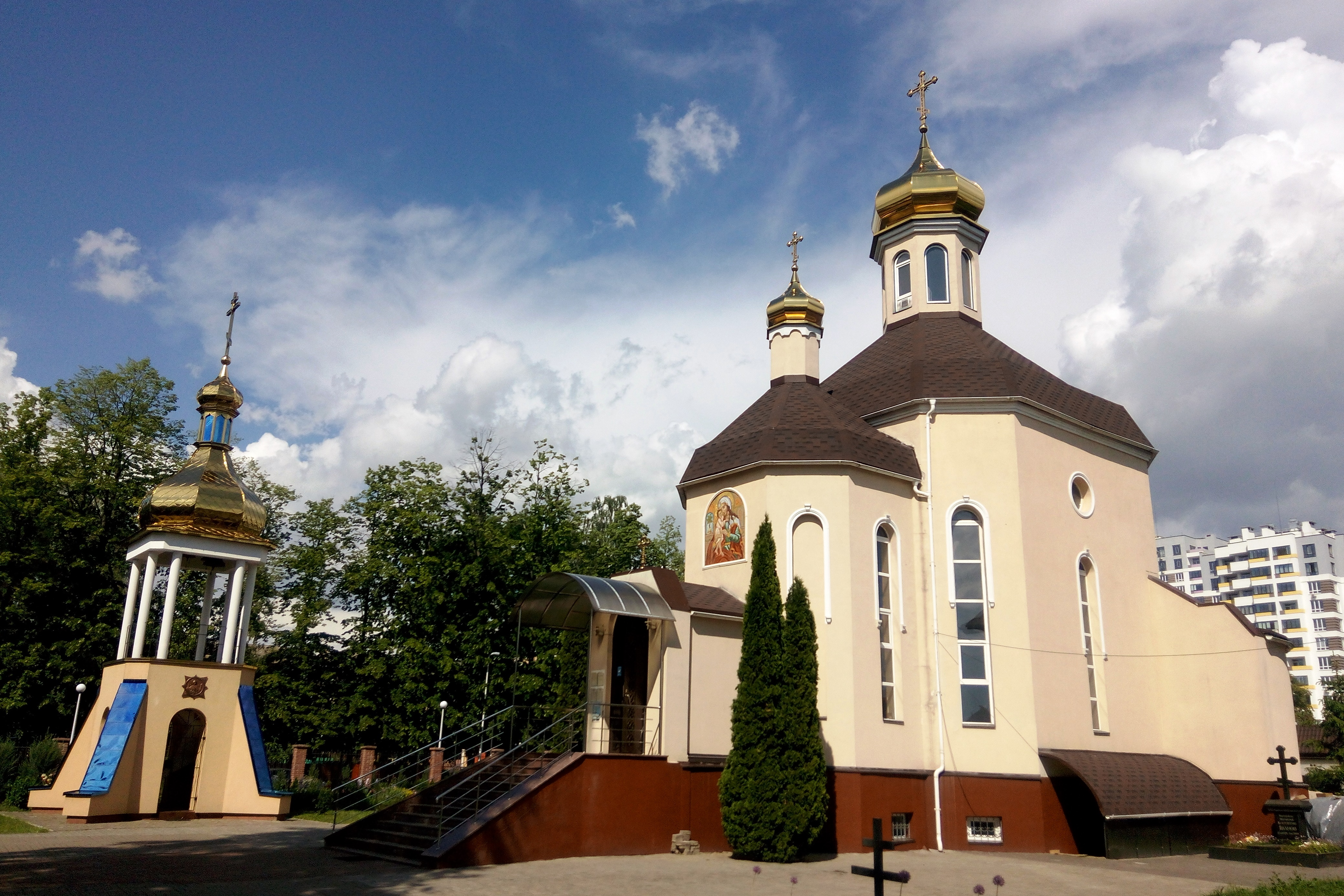
Храм иконы Божьей Матери "Взыскание погибших" и колокольня
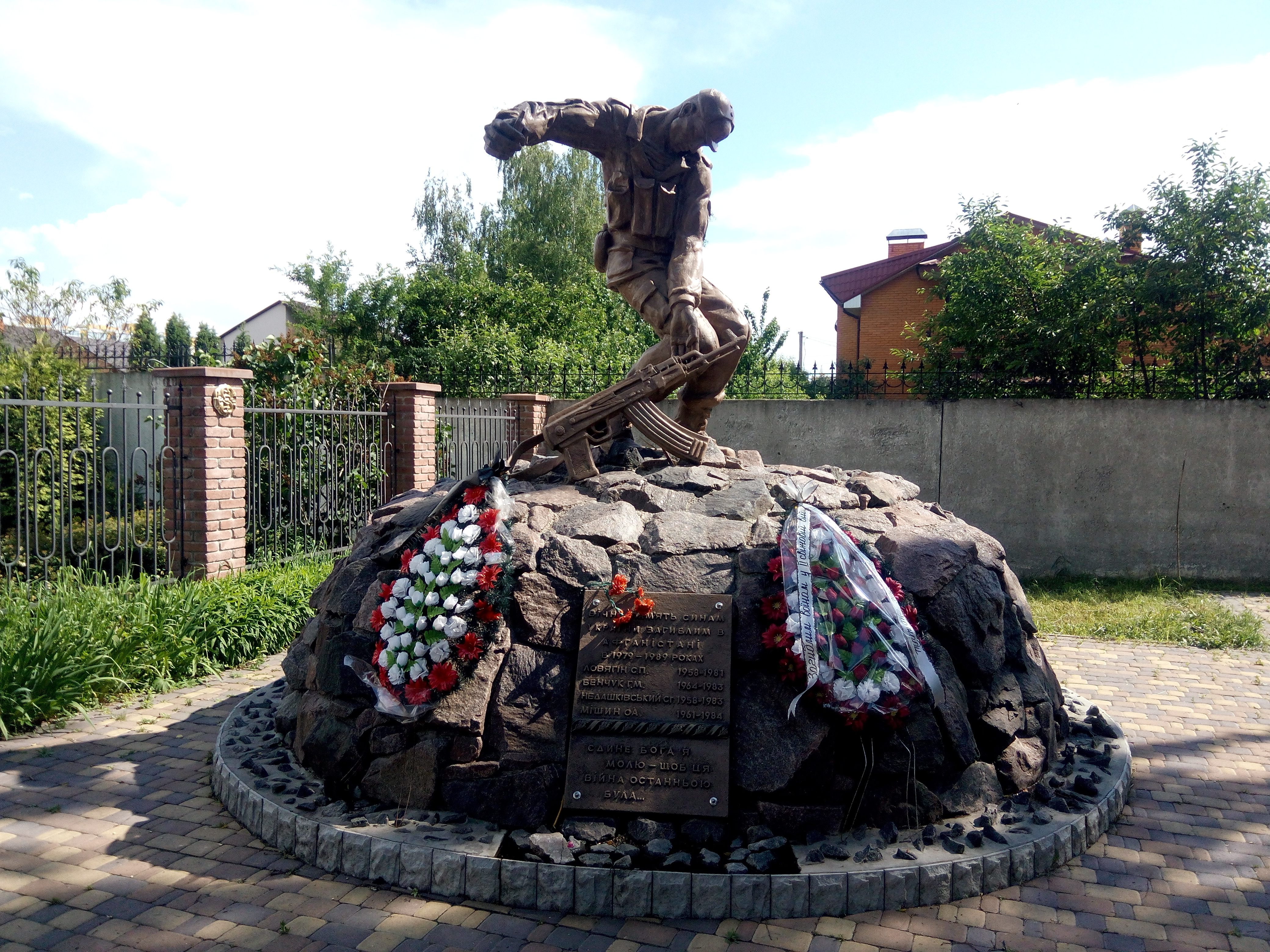
Памятник воинам-афганцам
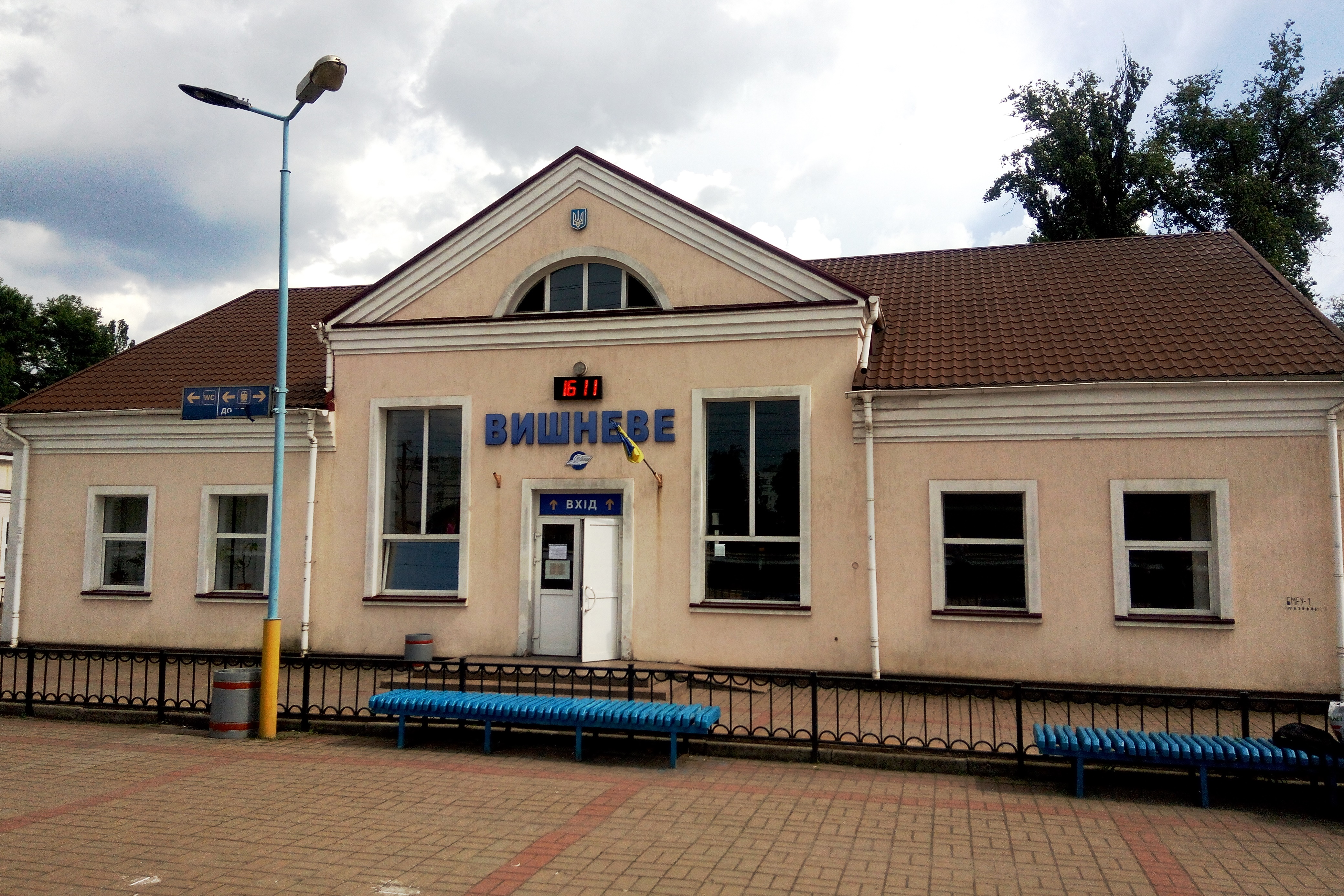
Железнодорожный вокзал
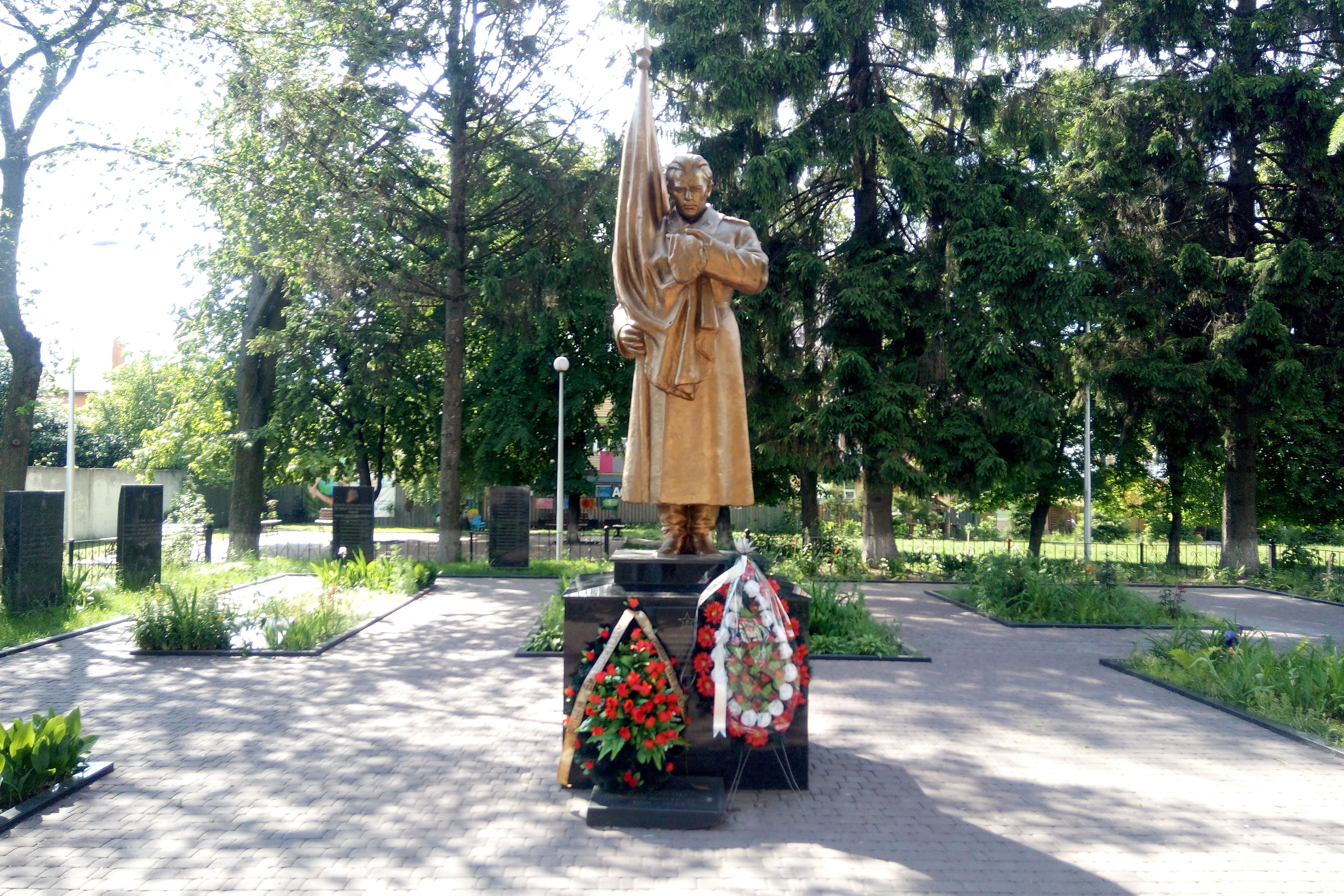
Памятник советским воинам погибшим в годы ВОВ
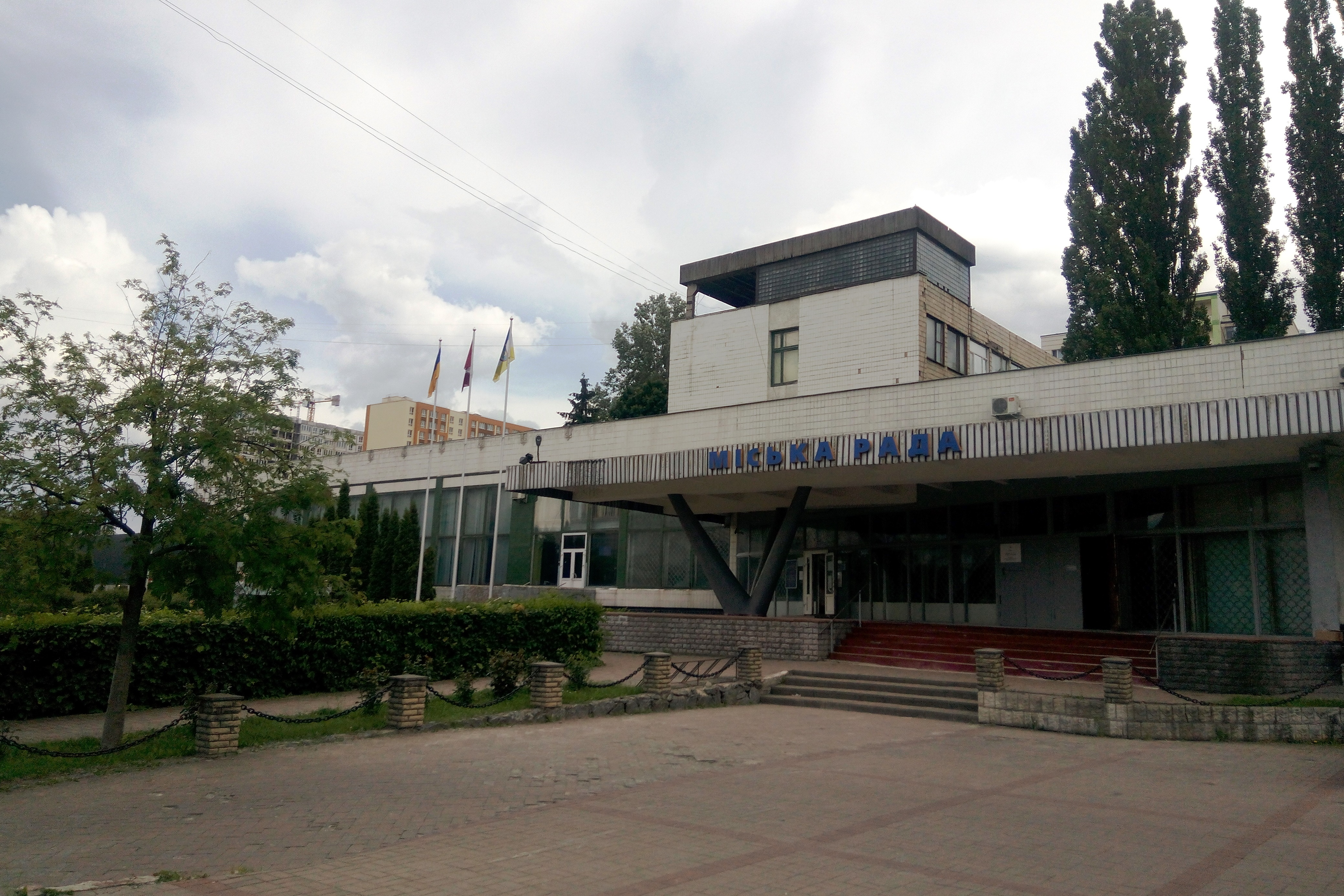
Здание городского совета
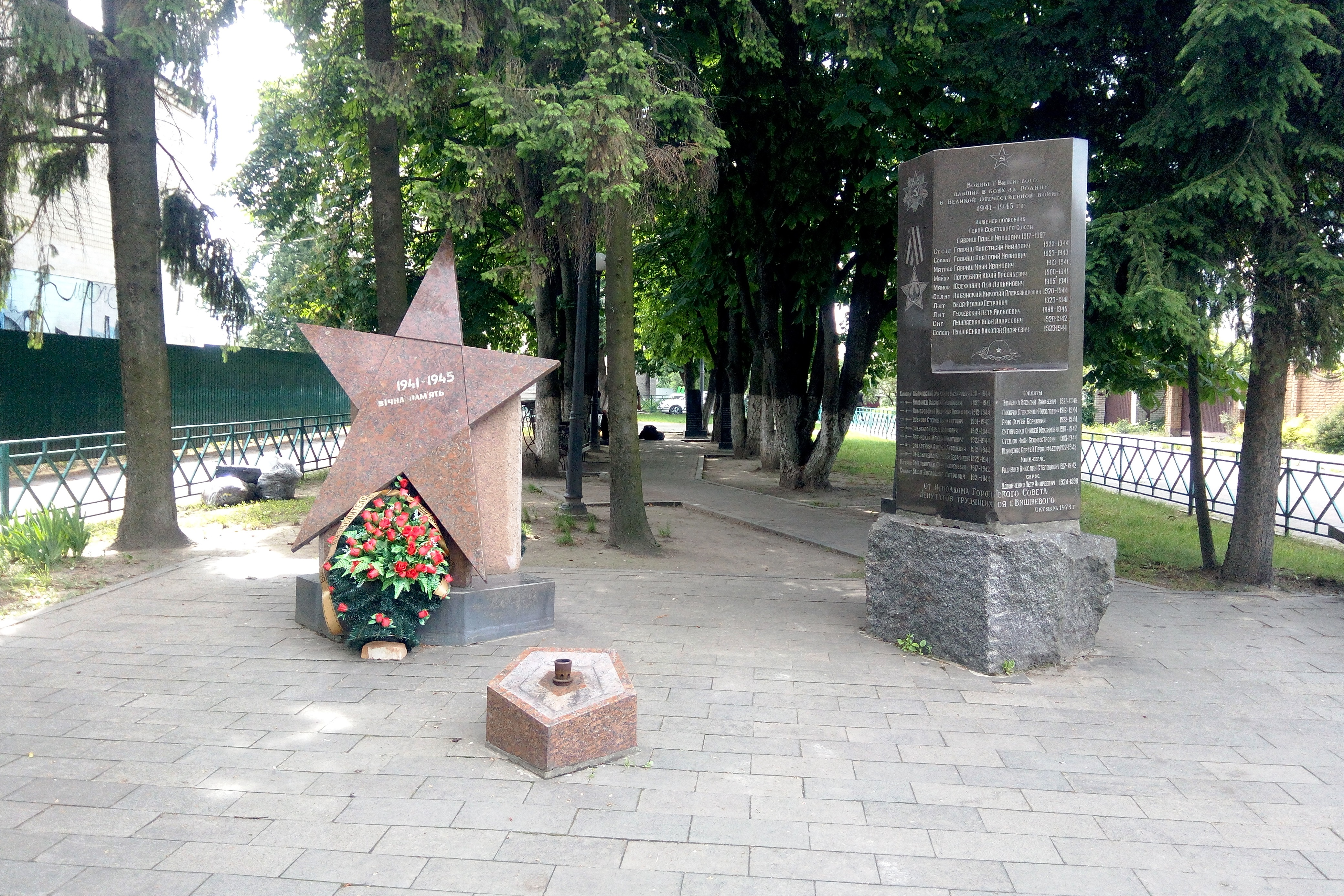
Военный мемориал "Glory"
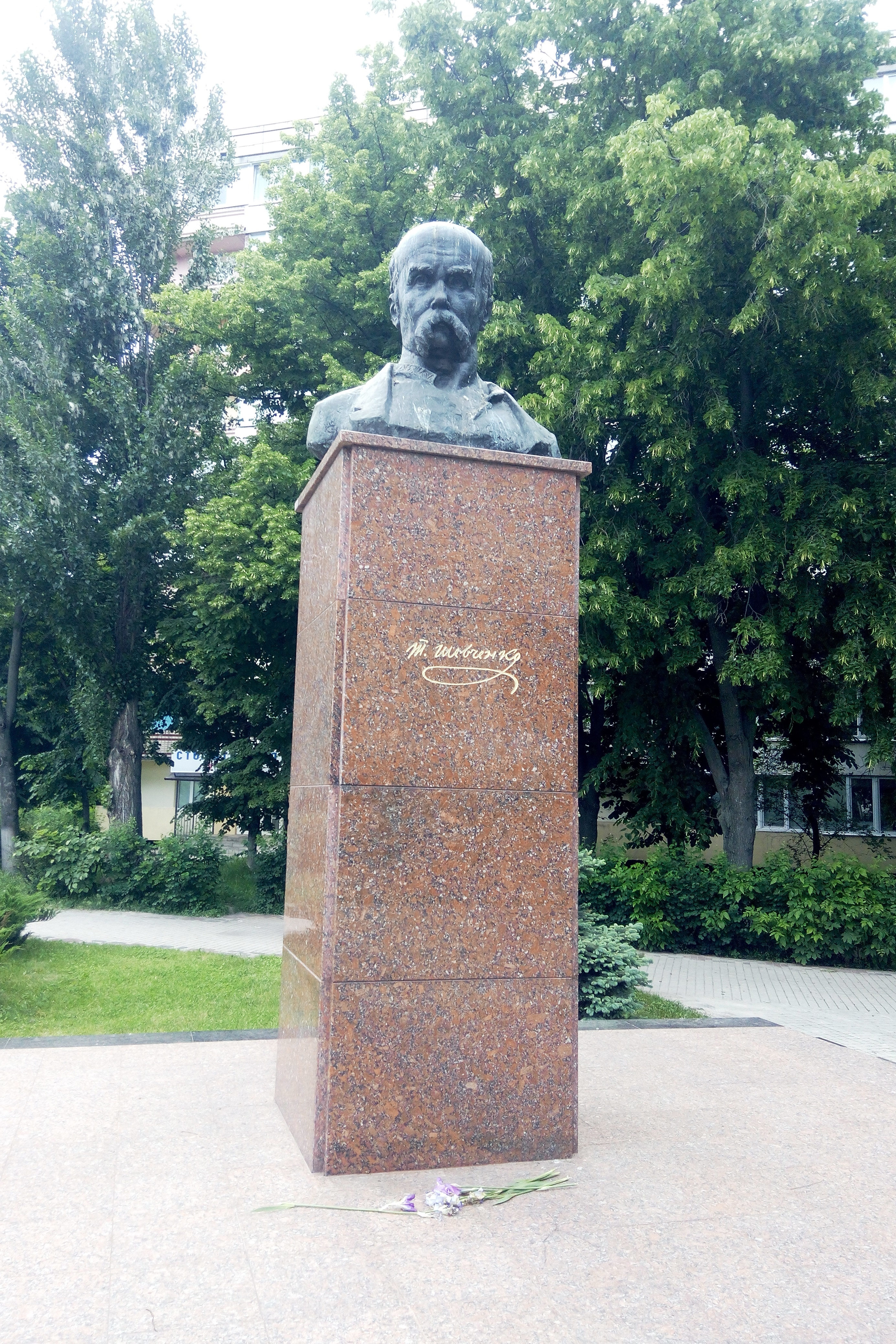
Бюст Т. Г. Шевченко
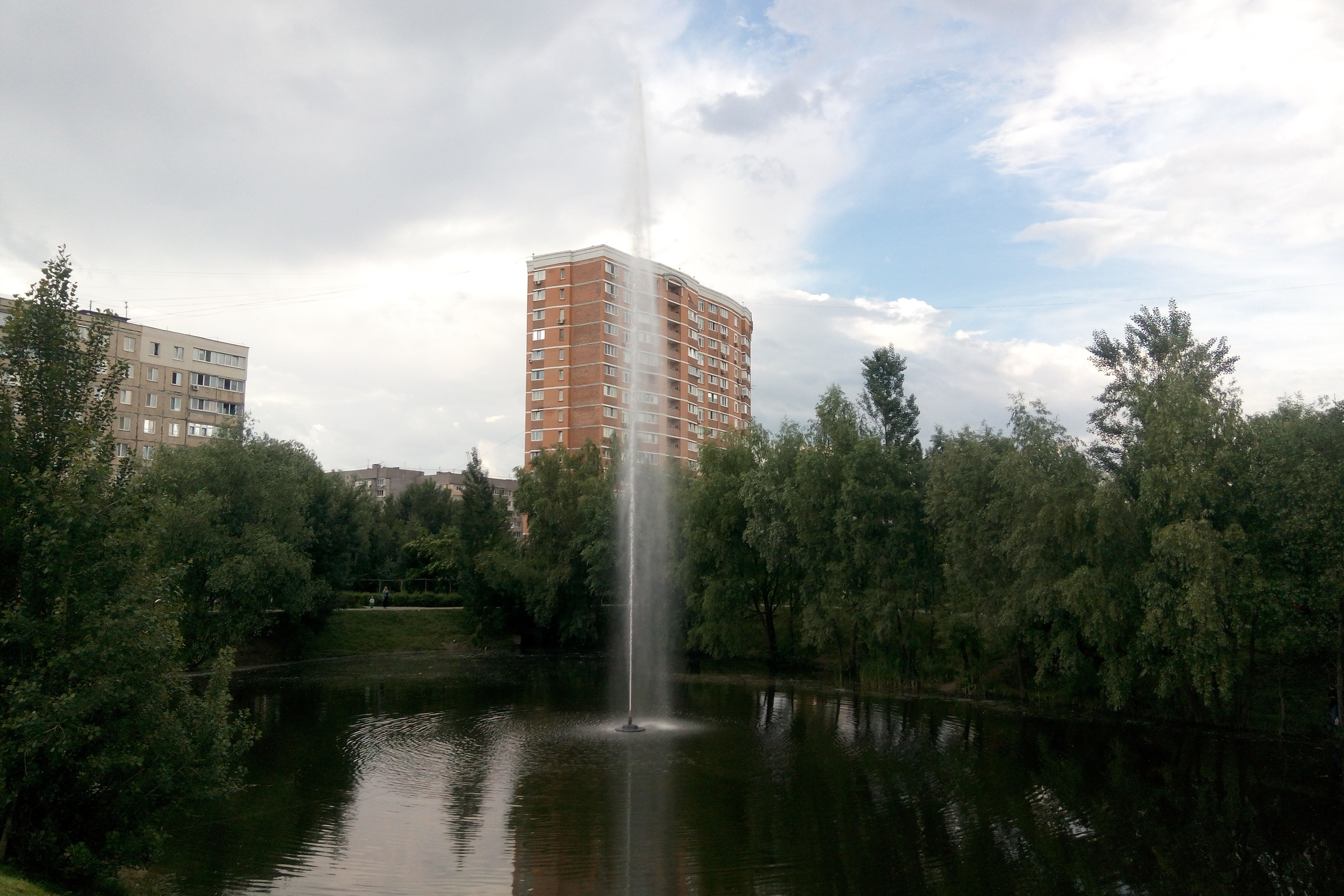
Фонтан на озере Орион в Центральном парке
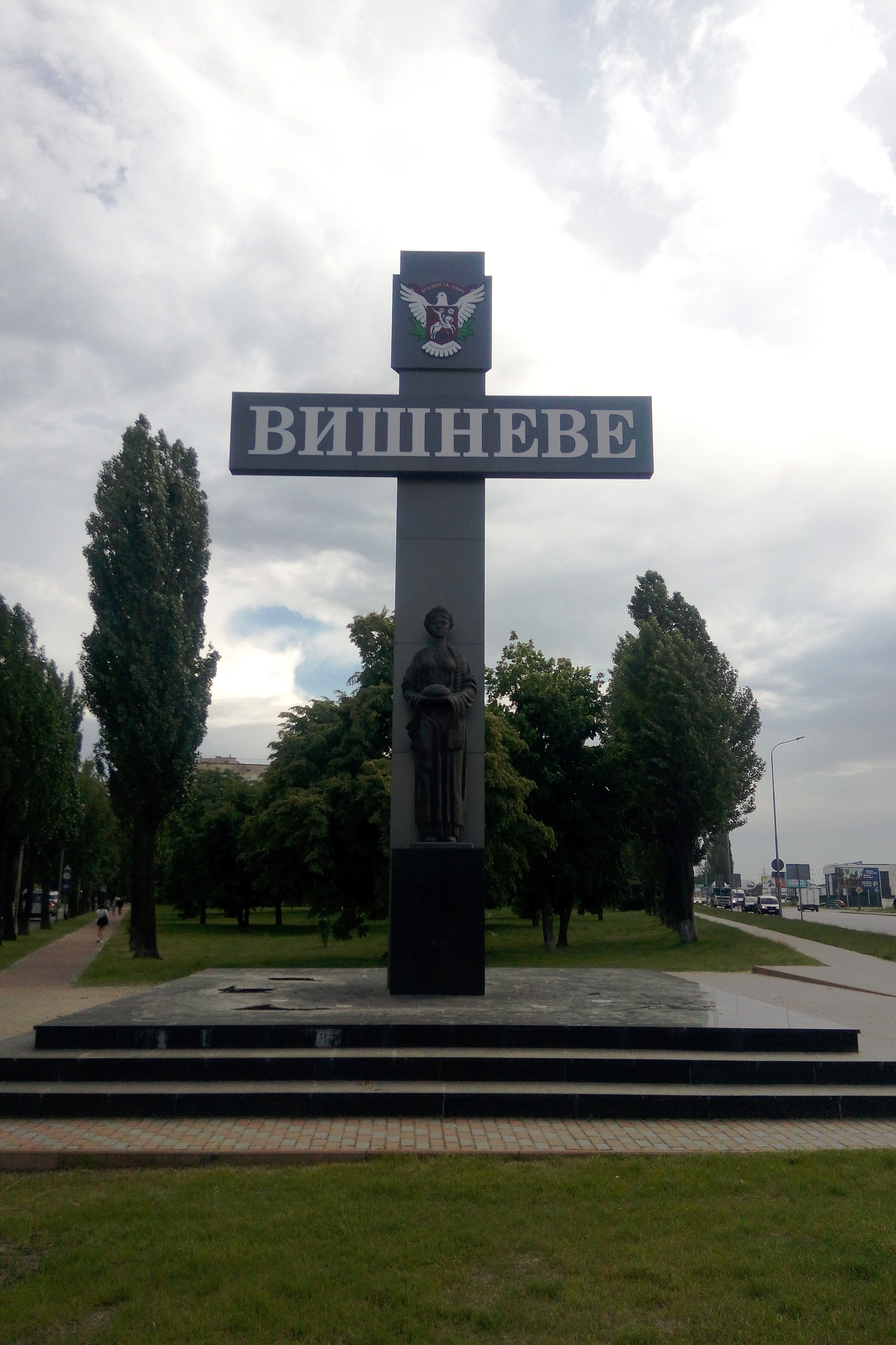
Крест на въезде в город
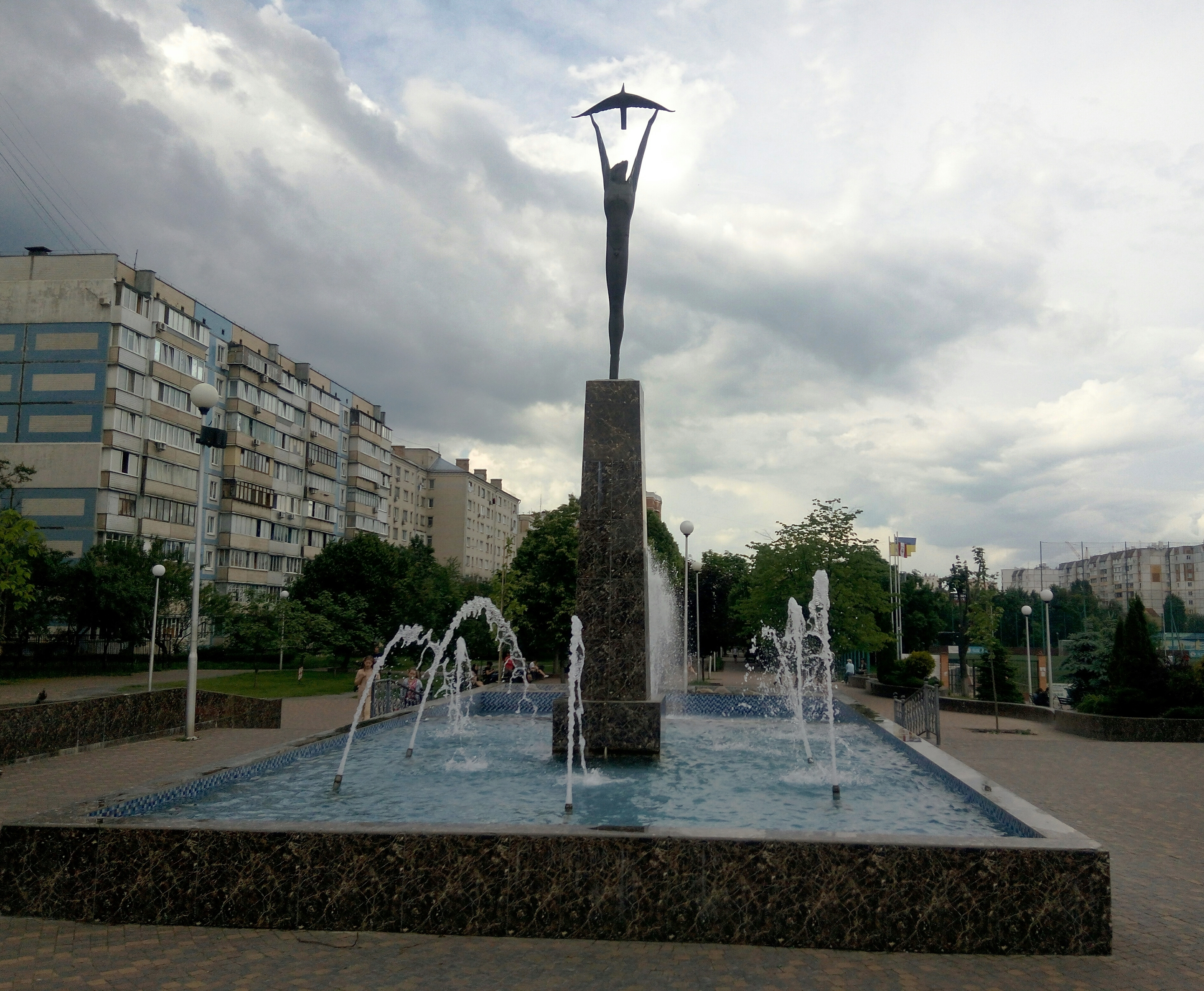
Скульптурная композиция "Полёт"